# جيرالد غريغ
جيرالد غريغ (بالإنجليزية: Gerald Gregg)‏ هو رسام توضيحي أمريكي، ولد في 25 يناير 1907، وتوفي في 1 أبريل 1985.